# Hajós Mihály
Kakasdi Hajós Mihály (Kolozs,  1836. szeptember 15. – Lendva, 1912. augusztus 10.) ügyvéd, Alsólendva 19. századi polgárosodásának kiemelkedő  alakja.

## Élete és munkássága
A Hajós család a Maros-Torda vármegyei Székelykakasd nevű településről származott. A nemesi család ezért viselte a Kakasdi nemesi előnevet, címerükben ötágú korona alatt kardot tartó oroszlán látható.
Hajós Mihály jogi egyetemet végzett, majd ügyvéd lett. Az 1870-es évek elejéig Tapolcán dolgozott. Már itt is megmutatkozott a közügyek iránti érdeklődése, önkéntes tűzoltó egyletet alapított. Amikor Alsólendva járási székhely lett, és járásbíróságot kapott, az itteni ügyvédi állások egyikét Hajós Mihály nyerte el, és 1872-ben a városba költözött. Gyorsan bekapcsolódott a település társadalmi életébe, már 1873-ban itt is önkéntes tűzoltó egyletet alapított, társadalmi egyletek, mozgalmak kezdeményezője és vezetője lett. A polgárosodó Alsólendva egyik legnépszerűbb személyisége lett. Élére állt a rendezett tanácsú várost szorgalmazó mozgalomnak, ami 1891-re el is érte célját. A város hálája jeléül örökös képviselő-testületi tagságot adományozott neki. Hasonló érdemei voltak a vasút Lendvára hozásában, ami aztán közvetlenebbül bekapcsolta a várost a szélesebb régió és az ország gazdasági vérkeringésébe.

## Elismerések
A közügyek érdekében kifejtett évtizedes tevékenysége jutalmául elnyerte a királyi tanácsos címet.

## Emlékezete
A Lendva-hegyi Szentháromság-kápolnában nyugszik. A családnak a főutcán álló házát a közelmúltban felújították, tetőterét beépítették, de az épület homlokzata eredeti formájában maradt ránk, rajta emléktáblával és a családi címerrel, és továbbra is karakteres építészeti eleme Lendva főutcájának.
Életének egyik fő kutatója Göncz László, a szlovéniai magyarság neves alakja, helytörténész. Tevékenységéről portréfilmet készített Varga Zs. Csaba A tettek embere címmel. A Muravidéki Magyar Önkormányzati Nemzeti Közösség gazdaságfejlesztési programot nevezett el róla.

## Családja
Leszármazottai és rokonai évtizedeken át jelentős szerepet játszottak Lendva és Magyarország társadalmi életében. A végül 104 évet megélt kakasdi Hajós Aranka Meixner László közjegyző felesége lett, az ő gyermekük volt Meixner Mihály, a Magyar Rádió legendás zenei szerkesztője. Unokája, Hajós Ferenc a függetlenné vált Szlovénia első magyarországi nagykövete volt 1992 és 1998 között.